# 顧天祐
顾天祐（？—？年），字尚賢，南直隶常州府武進縣人，民籍。明朝政治人物。

## 生平
弘治十七年（1504年）甲子科應天府乡试舉人，正德六年会试中式进士，未殿试，九年（1514年）甲戌科二甲第119名進士，授户部主事，累遷郎中，蓟鎮管粮。